# Goreville (Illinois)
Goreville est un village du comté de  Johnson dans l'Illinois, aux États-Unis,. Situé au nord du comté, il est incorporé le 5 juillet 1900.

## Démographie
Lors du recensement de 2010, le village comptait une population de 1 049 habitants. Elle est estimée, en 2016, à 1 069 habitants.

## Source de la traduction
- (en) Cet article est partiellement ou en totalité issu de l’article de Wikipédia en anglais intitulé « Goreville, Illinois » (voir la liste des auteurs).